# Simon Heinrich Adolf Herling
Simon Heinrich Adolf Herling (* 13. Oktober 1780 in Detmold; † 1. April 1849 in Frankfurt am Main) war ein deutscher Philologe und Grammatiker.

## Leben
Herlings Vater, ein wohlhabender Kaufmann in Detmold, starb, als der Sohn etwa zwölf Jahre alt war. Sein Stiefvater Meyer, ebenfalls Kaufmann in Detmold, veranlasste, dass er das Detmolder Gymnasium Leopoldinum besuchte. 1801 ging er an die Universität Göttingen; dort widmete er sich hauptsächlich dem Studium der Theologie. Er gehörte dem Predigerseminar an, das von dem Universitätsprediger Christoph Ammon geleitet wurde; durch dessen Vermittlung wurde er im Herbst 1804 Erzieher des jüngsten Sohns des Frankfurter Bankiers Heyder-Arledter. Am 4. Januar 1808 trat er in das Frankfurter Gymnasium als Lehrer ein. Die Universität Erlangen verlieh ihm im Februar 1809 die philosophische Doktorwürde. Ab November 1812 war er zudem als Professor für Hebräisch an der neugegründeten Hochschule Lyceum Carolinum in Frankfurt tätig; diese ging mit dem Großherzogtum Frankfurt 1814 wieder unter. Neben den alten Sprachen unterrichtete er Religion, Mathematik und Physik sowie Deutsch.
Herling verehelichte sich am 7. März 1813 mit der jungen Johanne Louise Speckbötel aus Göttingen. Kurz nach der Feier seiner 40-jährigen Dienstzeit im Januar 1848 bekam Herling zunehmende gesundheitliche Schwierigkeiten und beantragte seine Entpflichtung. Er wurde zum 6. April unter Beibehaltung von Rang, Titel und Gehalt in den Ruhestand versetzt.
Zum 300-jährigen Jubiläum der Reformation war Herling einer der Mitgründer des Frankfurtischen Gelehrtenvereins für deutsche Sprache. Nach dem Weggang des Gründers G. F. Grotefend nach Hannover im Herbst 1821 wurde er dessen Nachfolger als Ordner. Die Abhandlungen des Vereins mussten nach der Publikation von K. F. Beckers Wortbildung eingestellt werden. Der Verein blieb jedoch aktiv; Herling bezeichnete sich in seinen Buchpublikationen noch 1842 als Mitglied des Vereins.
Herling war ein sehr beachteter Autor. Er gilt als Begründer einer grammatischen Theorie des zusammengesetzten Satzes. Ausgehend von der „Topik“ als der „Lehre von der Stellung der Satztheile und Sätze“ entwickelte er ein Bild davon, wie durch Einbettung und Koordination syntaktische Komplexität entsteht, wobei Sätze in ähnlicher Weise eingebettet sein können wie andere Wortgruppen mit gleicher syntaktischer Funktion. Die eingebetteten bzw. koordinativ angefügten Bestandteile folgen weitgehend den gleichen Gesetzmäßigkeiten wie die Ausgangsstruktur, so wie in einem Baum auf jede Verzweigung eine gleichartige Verzweigung folgen kann. In diesem Zusammenhang finden sich zahlreiche empirische Beobachtungen und Systematisierungen. Er entwarf die erste einleuchtende Theorie über die Stellung der Verben im deutschen Satz, die dann von Theodor Heyse in Heyses große Grammatik aufgenommen und danach von Becker noch etwas zugespitzt wurde. Er lieferte Ansätze zur Beschreibung der logisch-semantischen Strukturen im Bereich der Syntax sowie zur genaueren Bestimmung von Form und Inhalt.
Bei der Weiterentwicklung seiner syntaktischen Vorstellungen sah sich Herling zeitweise in großer Nähe zu Becker. Sie bahnten die gemeinschaftliche Erarbeitung und Herausgabe einer deutschen Grammatik an; eine intensive Arbeitsphase 1828 endete jedoch mit einer Trennung in gegenseitiger Wertschätzung.

## Publikationen
- Ueber die Wirkung dunkeler Vorstellungen.[24] Von Herrn Doctor Herling. In: Sammlung einiger in dem Frankfurter Museum vorgetragenen Arbeiten. Erster Theil. Frankfurt a. M. 1810, S. 62–69.
- Rede am Schulfeste gehalten von Professor, Doctor Herling. In: Chronik der dritten Jubelfeier der Reformation in Frankfurt am Main. Hrsg. G. Friederich. Frankfurt a. M. 1817, S. 93–106.
- Ueber den Gebrauch des deutschen Conjunctivs und seiner Zeitformen.[25] In: Abhandlungen des frankfurtischen Gelehrtenvereines für deutsche Sprache. Drittes Stück, 1821, S. 33–62; Zusätze S. 363f.
- Ueber die Topik der deutschen Sprache.[25] In: Abhandlungen usw. Drittes Stück, 1821, S. 296–362; Druckfehler S. 394.
- Grundregeln des deutschen Stils oder der Periodenbau der deutschen Sprache. Ein Lehrbuch für den stilistischen Unterricht. Frankfurt a. M. 1823. (Digitalisat)
- Grundregeln des deutschen Styls, oder der Periodenbau der deutschen Sprache. Ein Lehrbuch für den stylistischen Unterricht. (Auch unter dem Titel: Die Syntax der deutschen Sprache. Zweiter Theil (der Periodenbau der deutschen Sprache).[26]) Zweite sehr vermehrte und verbesserte Ausgabe. Frankfurt a. M. 1827.[27] (Digitalisat)
- Erster Cursus eines wissenschaftlichen Unterrichts in der deutschen Sprache für Deutsche, nach einer neuen, auf die Bildungsgesetze der Sprachen gegründeten Methode. Frankfurt a. M. 1828. (Digitalisat)
- Die Syntax der deutschen Sprache. Erster Theil (Syntax des einfachen Satzes). Frankfurt a. M. 1830. (Digitalisat)
- Grundregeln des deutschen Styls, oder der Periodenbau der deutschen Sprache. Ein Lehrbuch für den stylistischen Unterricht. (Auch unter dem Titel: Die Syntax der deutschen Sprache. Zweiter Theil (der Periodenbau der deutschen Sprache).) Dritte, wesentlich sehr verbesserte und vermehrte Ausgabe. Frankfurt a. M. 1832. (Digitalisat)
- Herrn Professors Herling wichtigste Lehren der sphärischen Astronomie nach einer neuen Darstellungsweise. In: Programm des Gymnasiums Frankfurt, Herbst 1832, S. 1‒26.
- Theoretisch-praktisches Lehrbuch der Stylistik für obere Classen höherer Schulanstalten und zum Selbstunterricht. Erster Theil. Theorie des Styls. Hannover 1837. (Digitalisat)
- Praktische Zergliederung der stylistischen Darstellungsweisen. Ein Hülfsbuch für den stylistischen Unterricht in den oberen Classen höherer Schulen und zur Selbstübung im richtigen Verständniß und in gründlicher Beurteilung des Gelesenen. (Auch unter dem Titel: Theoretisch-praktisches Lehrbuch der Stylistik für obere Classen höherer Schulanstalten und zum Selbstunterricht. Zweiter Theil. Die stylistische Analyse.) Hannover 1837. (Digitalisat)
- Von der Dichotomie in den Tempusformen und wie man dieselbe zu großem Nachtheile des Verständnisses, besonders der Hebräischen Sprache, übersehen habe. In: Rheinisches Museum für Philologie Band 5, 1837, S. 522–572.
- Vergleichende Darstellung der Lehre vom Tempus und Modus. Hannover 1840. (Digitalisat)
- Lehrbuch der reinen Elementar-Mathematik. Frankfurt a. M. 1842.[28]
- Prüfungen oder Wegweiser durch die kirchlichen und religiösen Zeitfragen für gebildete Laien. Frankfurt a. M. 1845. (Digitalisat)

## Nachweise
1. ↑  eingeschrieben als „Heinrich Adolph Herling“ am 27. April 1801 (Die Matrikel der Georg-August-Universität zu Göttingen 1734‒1837. Hildesheim 1937, S. 415).
2. 1 2  Programm des Gymnasiums Frankfurt, Frühjahr 1808, S. 4.
3. ↑  Ammon wechselte noch im selben Jahr nach Erlangen.
4. ↑  Vgl. Stammbaum der Familie von Heyder aus dem Hause Arledter. In: Frankfurter Blätter für Familien-Geschichte 4. Jg., 1911, S. 187.
5. ↑  Neues allgemeines Intelligenzblatt für Literatur und Kunst, 7. Stück vom 19. Februar 1809, Spalte 103.
6. ↑  O. Liermann: Das Lyceum Carolinum. 1908, S. 30; Intelligenzblatt der Jenaischen Allgemeinen Literatur-Zeitung vom Februar 1813, Spalte 89.
7. ↑  Leben in Frankfurt am Main von Maria Belli geb. Gontard, 10. Band. Frankfurt 1851, S. 25. Die Ehefrau starb am 12. Februar 1862, 66 Jahre alt (Amts-Blatt der freien Stadt Frankfurt vom 18. Februar 1862, S. 146).
8. ↑  Bei Herlings Landsmann Grabbe (1801‒1836) trafen er selbst und seine Frau auf geringe Schätzung (Christ. Dietr. Grabbeʼs sämmtliche Werke und handschriftlicher Nachlaß. […] 4. Band, 1874, S. 398 und 412; Frankfurter Hausblätter, 1. Band, 1879, Nr. 150, S. 599f.).
9. ↑  Vgl. Professor Herling’s Jubelfest. In: Didaskalia. Blätter für Geist, Gemüth und Publicität vom 8. Januar 1848, No. 8.
10. ↑  Programm des Gymnasiums Frankfurt, Frühjahr 1848, S. 7.
11. ↑  Programm des Gymnasiums Frankfurt, Herbst 1848, S. 14.
12. ↑  Abhandlungen des frankfurtischen Gelehrtenvereines für deutsche Sprache. Erstes Stück, 1818, S. 9. Angeregt wurde die Gründung von Johann Georg Breidenstein, dem Autor von Karakteristische grundzüge der Deutschen und Französischen wortfolge und des Deutschen und Französischen volks. Gießen 1817. (Digitalisat)
13. ↑  im vierten Stück der Abhandlungen usw. 1824, S. III und Xff.
14. ↑  1836 gab es einen Vorschlag, dem Verein eine öffentliche Koordinierungsfunktion zu geben (Neue Jahrbücher für Philologie und Pädagogik, 6. Jg., 18. Band, Leipzig 1836, S. 367f.). H. Meidinger nahm ihn 1845 „noch gerade nicht als aufgelöst“ wahr (Frankfurt’s gemeinnützige Anstalten. 1845, S. 213).
15. ↑  Anfangsgründe der deutschen Sprachlehre und Orthographie, vorzüglich zum Gebrauche in Schulen entworfen von G. M. Roth. Zweyte, vollständigere und verbesserte Auflage. Gießen 1814, S. 302. In seiner Topik von 1821 verweist Herling sehr häufig auf diese Schrift.
Georg Michael Roth war Herlings Kollege am Frankfurter Gymnasium; er starb am 3. Januar 1817 (Todesanzeige und amtliche Todes- und Altersangabe in Frankfurter Intelligenz-Blatt vom 7. und 14. Januar 1817, No. 2 und No. 4).
16. ↑  Syntax erster Theil 1830, S. 71; Syntax zweiter Theil 1832, S. 195f.
17. ↑  Topik S. 296‒299 und 306f.
18. ↑  Theoretisch-praktische deutsche Grammatik […]. 4. Ausg. 1827, S. 644‒646.
19. ↑  Deutsche Grammatik 1829, § 237.
20. ↑  Vgl. Herlings Briefe vom 26. Oktober 1826 und 11. Mai 1827 an J. C. Heyse, abgedruckt bei A.-F. Ehrhard, Die Grammatik von Johann Christian Heyse. 1998. ISBN 3-11-014624-X, S. 285‒288.
21. ↑  G. Helmsdörfer: D. Karl Ferdinand Becker, der Grammatiker. In: Allgemeine Schul-Zeitung vom 13. und 15. Dezember 1849, hier Spalte 1582.
22. ↑  Gerhard Haselbach: Grammatik und Sprachstruktur. Karl Ferdinand Beckers Beitrag zur Allgemeinen Sprachwissenschaft in historischer und systematischer Sicht. 1966, S. 5 und 69.
23. ↑  Vgl. die Widmungen in Beckers Deutscher Grammatik 1829 (S. V) und Herlings Syntax 1830 (S. III).
24. ↑  anknüpfend an Kants Anthropologie in pragmatischer Hinsicht, § 5.
25. 1 2  Laut dem Ersten Cursus im Frühling 1820 verfasst; „in den Dictaten für [seine] Schüler waren [Herlings Grundsätze und Ansichten] schon 8 Jahre früher niedergelegt“. (Cursus 1828, Vorwort.)
26. ↑  Der erste Teil Syntax des einfachen Satzes war im Mai 1826 bereits „im Manuskript fast vollendet“ (S. X); er wurde jedoch erst Mitte 1830 veröffentlicht.
27. ↑  Ausgeliefert im Dezember 1826. (Bibliographie von Deutschland vom 20. Dezember 1826, S. 379.)
28. ↑  Titelangabe nach den Besprechungen in Pädagogische Revue 16. Band, Zürich 1847, S. 145–147, und in Göttingische gelehrte Anzeigen vom 6. Mai 1844, S. 721‒725.

| Personendaten    | Personendaten                                   |
| ---------------- | ----------------------------------------------- |
| NAME             | Herling, Simon Heinrich Adolf                   |
| ALTERNATIVNAMEN  | Herling, Heinrich Adolph                        |
| KURZBESCHREIBUNG | deutscher Klassischer Philologe und Grammatiker |
| GEBURTSDATUM     | 13. Oktober 1780                                |
| GEBURTSORT       | Detmold                                         |
| STERBEDATUM      | 1. April 1849                                   |
| STERBEORT        | Frankfurt am Main                               |